# Джъмиръкуай
Джъмѝрокуай (на английски: Jamiroquai) е британска група с ейсид джаз звучене. Групата е създадена през 1992 г. в Лондон. С времето, групата изменя състава си, както и звученето, което постепенно поема в други музикални направления като поп, рок, диско и електроника. Фронтмен и вокал на групата е Джейсън Чийтам, известен под псевдонима Джей Кей.
Групата добива международен успех през 1990-те години, като важен елемент на лондонското фънк/ейсид джаз движение. Техният албум от 1996 г. Travelling Without Moving влиза в книгата на Гинес като най-продавания фънк албум в историята. Към 2018 г. Джъмирокуай са продали над 26 милиона албума по света.

## История
Групата издава първия си сингъл „When You Gonna Learn?“ през 1992 г. През 1993 г. излиза и първият ѝ албум – „Emergency on Planet Earth“. Третият ѝ албум, „Traveling Without Moving“, излиза през 1997 г., като една от песните („Virtual Insanity“) става световен хит. През същата година клипът към същата песен спечелва четири награди на MTV наградите. През следващата година излиза и друг сингъл на групата – „Deeper Underground“, който е музика към филма „Годзила“. Групата постепенно променя стила си от първоначалното ейсид джаз звучене към фънк и диско.

## Дискография
| Година | Албум                          | U.K. Pop Albums | U.S. Pop Albums | U.S. Electronic |
| ------ | ------------------------------ | --------------- | --------------- | --------------- |
| 1993   | Emergency on Planet Earth      | 1               | -               | -               |
| 1994   | The Return of the Space Cowboy | 2               | -               | -               |
| 1996   | Travelling Without Moving      | 2               | 24              | -               |
| 1999   | Synkronized                    | 1               | 28              | -               |
| 2001   | A Funk Odyssey                 | 1               | 44              | 1               |
| 2005   | Dynamite                       | 3               | 145             | 2               |
| 2010   | Rock Dust Light Star           |                 |                 |                 |
| 2017   | Automaton                      |                 |                 |                 |